# 安东尼娅·巴莱克
安东尼娅·巴莱克（1968年5月29日—），克罗地亚女子田径运动员。她曾代表克罗地亚参加2008年夏季残疾人奥林匹克运动会田径比赛，获得女子铅球F32-34/52/53级和女子标枪F33/34/52/53级金牌。